# Samuel Kristeller
Samuel Kristeller (ur. 26 maja 1820 w Książu Wielkopolskim, zm. 15 lipca 1900 w Berlinie) – niemiecki lekarz, ginekolog i położnik. 

## Życiorys
Urodzony w rodzinie żydowskiej. Studiował w Berlinie od 1839, dyplom uzyskał w 1844. 
Po studiach pracował przez pewien czas w Gnesen, gdzie w 1850 został fizykiem powiatowym, czyli radcą do spraw zdrowotnych, będąc pierwszym Żydem w Prusach na tym stanowisku. W 1851 powrócił do Berlina, gdzie był właścicielem prywatnej kliniki ginekologicznej i angażował się społecznie (np. prowadząc nieodpłatna praktykę dla ubogich). W czasie wojen w 1866 oraz 1870 i 1871 był naczelnym chirurgiem w szpitalach żołnierskich. W 1867 został radcą sanitarnym, a w 1873 tajnym radcą sanitarnym (geheimer Sanitätsrat). 
Był założycielem Lekarskiej Kasy Zapomogowej w Berlinie, współzałożycielem Niemieckiego Towarzystwa Ginekologicznego i prezydentem wykonawczym Komitetu Żydowskiego (należał doń od 1882). Działał w Towarzystwie na rzecz Propagowania Rzemiosła wśród Żydów oraz w Towarzystwie Pomocy Żydom w Rosji i Rumunii. 

## Działalność pisarska
Pisał liczne eseje do czasopism medycznych, jak również przełożył na język niemiecki kilka poematów hebrajskich. Napisał „Cytaty z Biblii z zasad żydowskiej nauki o moralności”. 

## Osiągnięcia medyczne
Wprowadził rękoczyn położniczy, nazwany na jego cześć manewrem Kristellera. Odkrył rolę czopu śluzowego szyjki macicy (czopu Kristellera) w zapłodnieniu. Zmodyfikował kilka narzędzi porodowych, między innymi wprowadził specjalny mechanizm w kleszczach porodowych, który umożliwiał modyfikowanie ich nacisku na główkę płodu. 

## Życie prywatne
Jego synem był Paul Kristeller, historyk sztuki.